# بارال (تشيلي)
بارال بارال هي مدينة وبلدية في تشيلي ، تقع في إقليم مولي . موقعها الجغرافي هو 42 كيلومترا جنوب ليناريس و 62 كيلومترا شمال تشيلان.

تبلغ مساحتها 1638 كيلومتر مربع، أهم نهر فيها هو نهر بيركيلوكين .

## أعلام
- بابلو نيرودا